# Resianska
Resianska (Rosajanski lengač (”Resia-språk”)) är en mycket distinkt dialekt av slovenska, talad av ca. 1500 personer i dalen Val Resia (Resia-slovenska: Rosajanska Dolina; riksslovenska: Rezijanska Dolina), nära den slovenska gränsen i västra Julianska Alperna i Udine-provinsen, regionen Friuli-Venezia Giulia i Italien. På grund av det isolerade geografiska läget, har det i dialekten utvecklas unika fonetiska skillnader från riksslovenska, liksom från merparten av de övriga slovenska dialekterna.

## Historisk utveckling

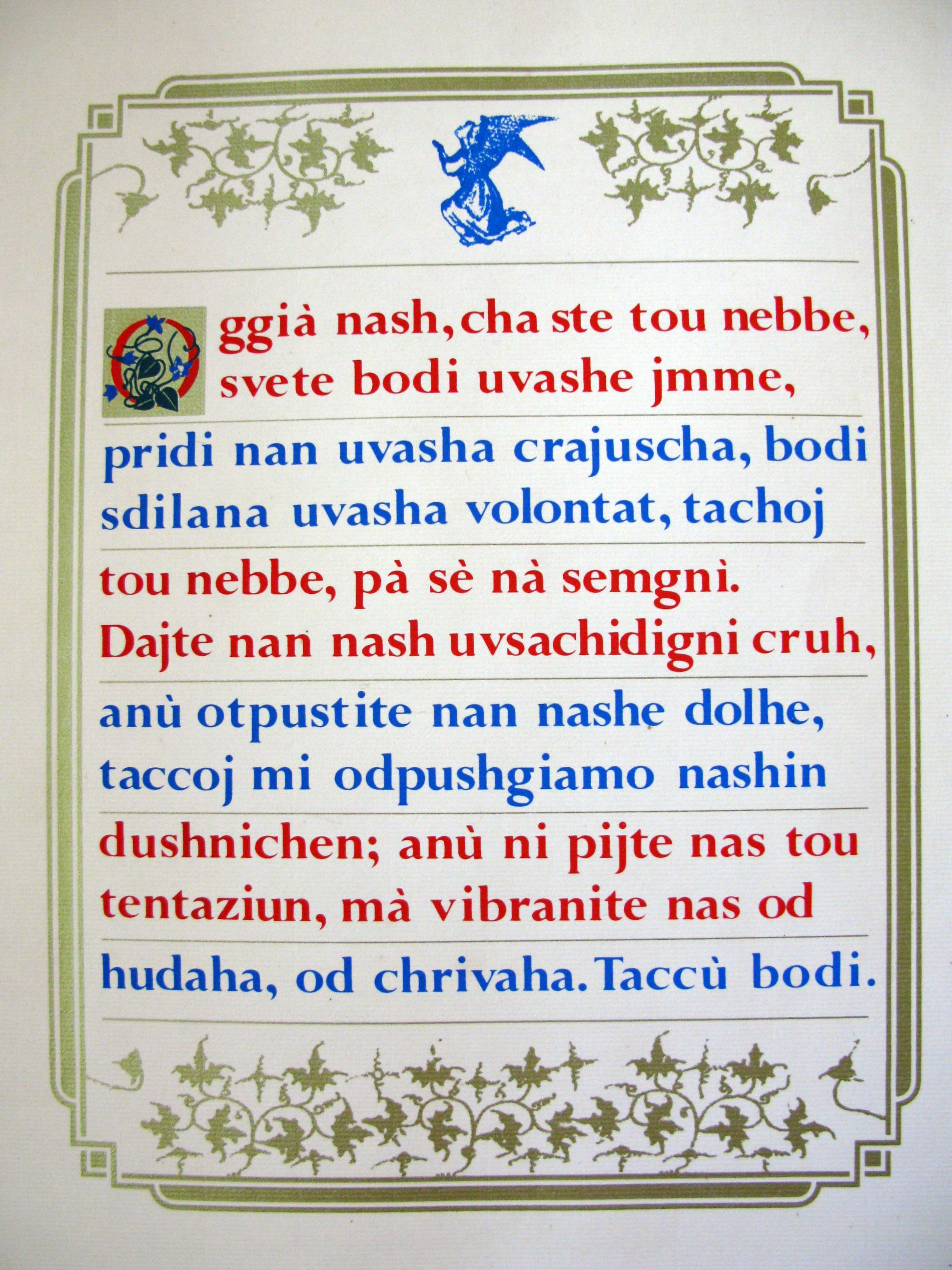
Herrens bön på resianska

De flesta lingvister anser att resianskan är en övergångsdialekt mellan de slovenska dialekterna i Kärnten, i södra Österrike, och de slovenska dialekterna i kustlandet mot Adriatiska havet, i Slovenien och det italienska Friuli-Venezia Giulia. Tre historiska lager i Resia-slovenskans evolution har identifierats:
I: Ursprungligen ingick resianskan i den vidare kärntniska Gailtal (slovenska: Ziljska Dolina)-dialekten som talades söder om Villach (slovenska: Beljak) i nuvarande Österrike, samt i Val Canale (slovenska: Kanalska Dolina) i nuvarande Italien och byarna Rateče och Kranjska Gora i nuvarande Slovenien.
II: På 1300-talet började det slovenska språkområdet fragmenteras allt mer. Nybyggare som talade tyska och friuliska anlände till västra Juliska alperna. Val Raccolana (slovenska: Reklanska Dolina, friuliska: Cjanâl di Racolane) fick flera friuliska bosättningar som avskiljde de slovenska bosättningarna i Val Resia från det mer sammanhängande slovenska språkområdet i norr med Gailtal-dialekt i Val Canale. Från 1400-talet och framåt, hade slovenerna i Val Resia allt intensivare kontakt söderut med de venetianska slovenerna, vilka talar dialekter från kustlandet. Detta påverkade resianskans vidare utveckling, inte minst vad gäller vokabulären. Ett ömsesidigt utbyte av ord mellan slovenskan, friuliskan, tyskan och italienskan har också skett i regionen. 
III: I resianskan finns ett antal unika språkliga innovationer som saknar motsvarighet i andra slovenska dialekter.
Därutöver har resianskan en hög grad av språklig arkaism, däribland bevarandet av aorist som försvunnit från de flesta slovenska dialekter.

## Karaktäristika

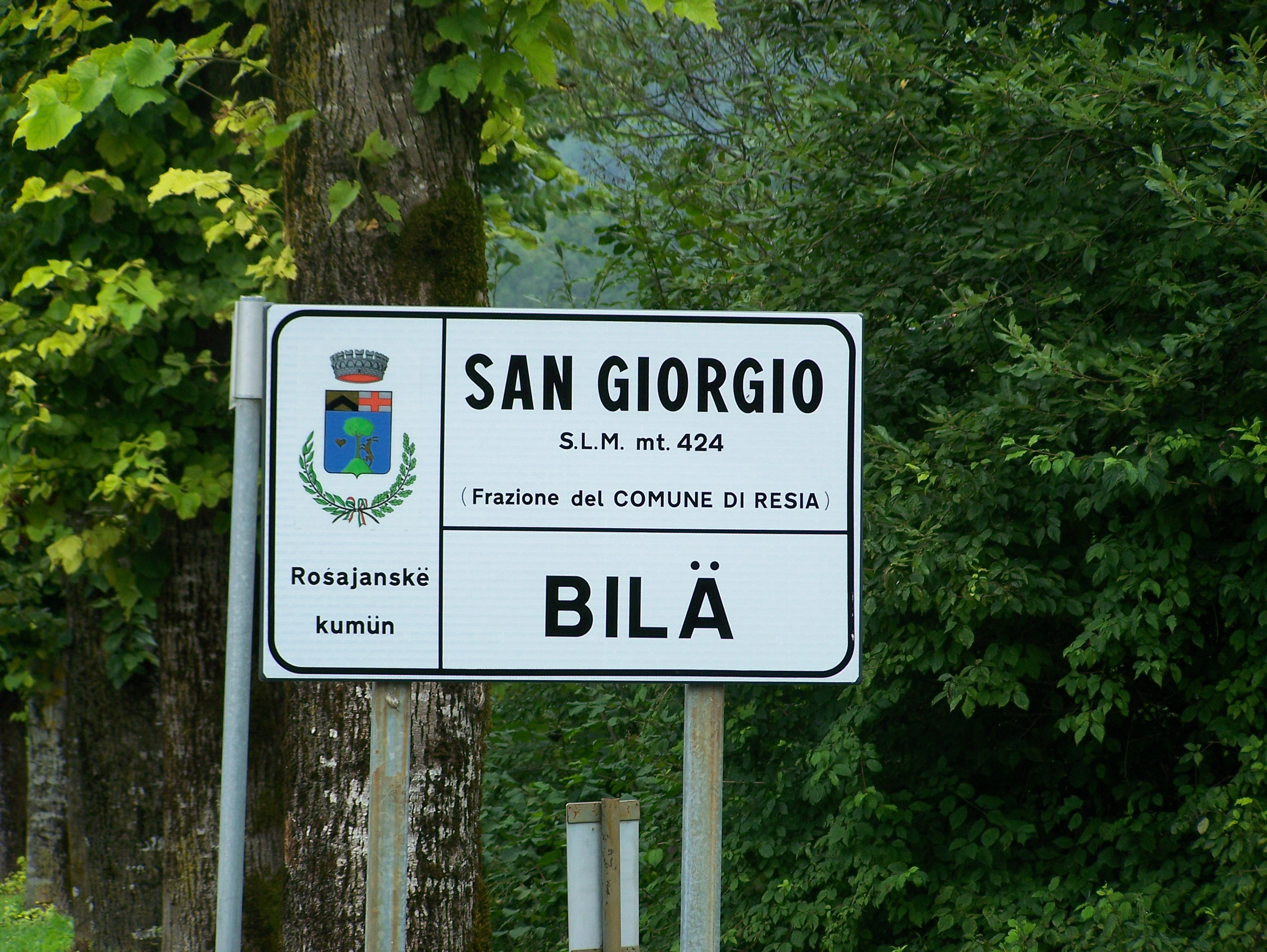
Tvåspråkiga vägskyltar – italienska och Resia-slovenska – i Val Resia.

Resia-slovenskan använder andra bokstäver och diakritiska tecken i det latinska alfabetet än riksslovenskan, däribland konsonanten w, samt vokalerna ё, ї, ü, ä och ö..
Vokabulären i resianskan liknar den i andra västslovenska dialekter, speciellt Val Natisone-, Val Torre-, Gailtal-, Briška-Collio Orientale- och övre Soča-dals dialekterna, men med mycket distinkt fonetik. Resianskan låter därför mycket annorlunda än andra slovenska dialekter. Skriven resianska kan till stor del förstås av slovener, men i tal är den mycket svårare att förstå, speciellt för dem utanför den slovenska regionen Primorska.

## Identitet

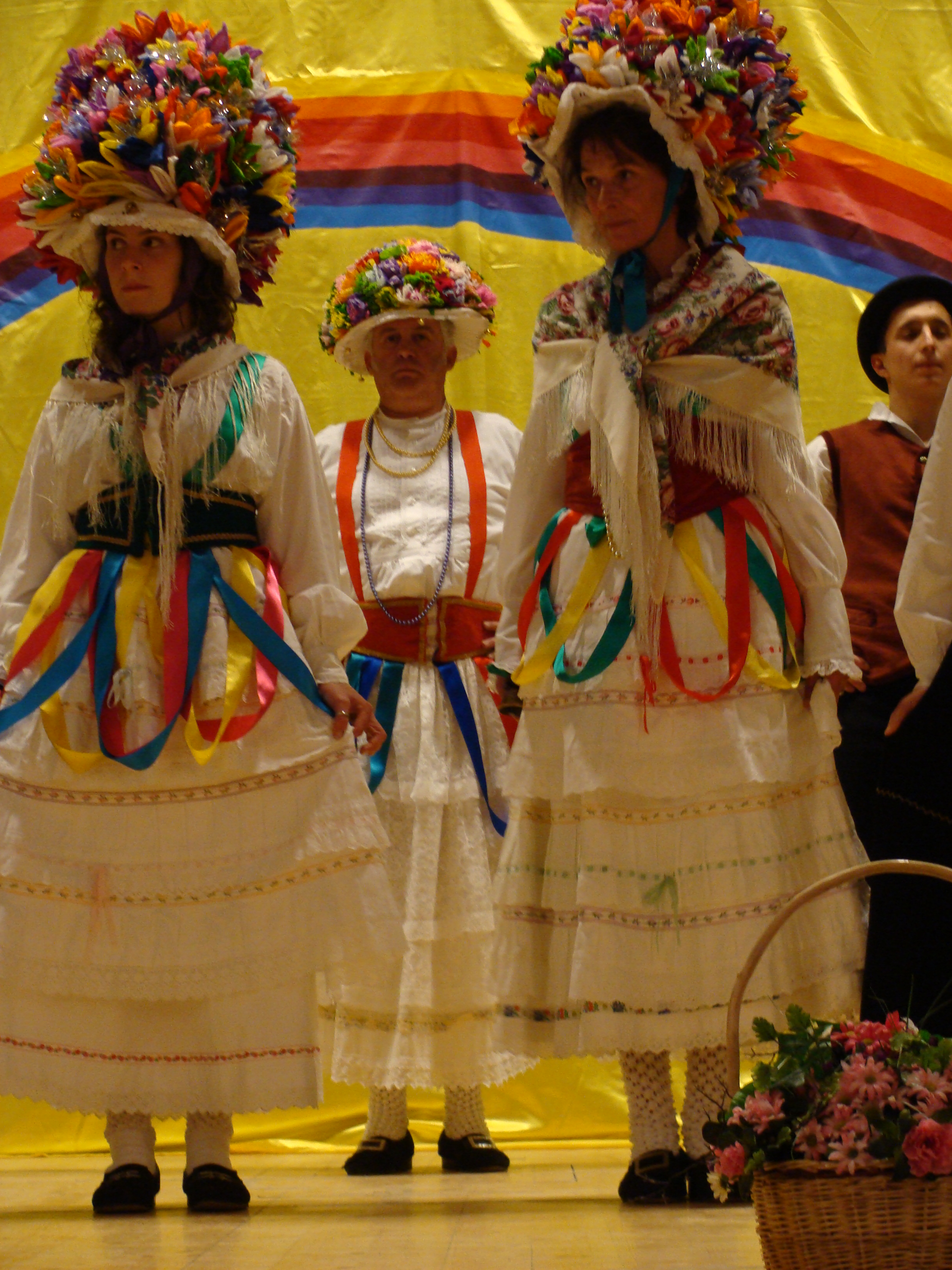
Traditionella karnevalskostymer med "blomhattar", typiska för resia-slovenerna. Den halvt skymda mannen till höger i bilden bär resia-slovenernas folkdräkt.

En stark lokal identitet är kopplad till Resia-slovenskan. Befolkningen i Val Resia är splittrad i frågan om man skall se sig som en del av den autoktona minoriteten av slovener i Italien, eller som en ”mikronation”.
Den lokala folkkulturen i Val Resia skiljer sig också distinkt från både slovensk och friulisk folkkultur. Den liknar inget annat i regionen och har en ”ålderdomlig” framtoning. Detta tar sig, bland annat, uttryck i sångtekniker, musik med lokala instrument (stråkinstrumenten citira och búnkula) och dansformer .